# Cerkev Višarske Matere Božje, Svete Višarje

Cerkev Višarske Matere Božje se nahaja na gori Svete Višarje (1790 metrov), in je podružična cerkev župnije Žabnice v Kanalski dolini.

## Zgodovina
Izročilo o nastanku romarske poti pravi, da je leta 1360 neki pastir iz Žabnic iskal svoje ovce. Našel jih je klečeče okoli brinovega grma. Ko je pogledal pobliže, je videl sredi grma kip Marije z Jezusom. Kip je odnesel v Žabnice, kjer ga je župnik pospravil v omaro. Vendar se je naslednjega dne kip spet pojavil na istem mestu in isti prizor se je ponovil tudi tretjega dne. Župnik iz Žabnic je za mnenje povprašal patriarha iz Ogleja, ki je odobril češčenje in ukazal, da na kraju, kjer so našli kip, postavijo kapelico. 
Svete Višarje so postale Slovencem hitro zelo pomembna romarska pot - do nastanka brezjanske romarske poti verjetno celo najpomembnejša. Leta 1780 je cesar Jožef II. prepovedal romanja, kar je vernike zelo prizadelo. Njegov naslednik Leopold II. je leta 1790 romanja spet dovolil. 
Leta 1807 je v cerkev treščila strela. Leseni del cerkve je zgorel. Cerkev so po tem hitro obnovili in še razširili. Naslednja nesreča je zadela cerkev ob začetku prve svetovne vojne: 16. septembra 1915 je cerkev zadela granata, ki je povzročila pravo opustošenje in požar. Marijin kip pa so rešili. Po več selitvah se je na kresni večer leta 1925 spet vrnil na Višarje, kjer je še danes.
Višarsko cerkev danes krasijo freske Toneta Kralja v njegovem značilnem slogu. 
Danes so Višarje kraj, kjer se zbirajo romarji štirih narodov: Slovencev, Italijanov, Furlanov in Avstrijcev. Večina romarjev se na vrh pripelje z žičnico, tisti bolj prizadevni pa se odpravijo na vrh peš. Ob pešpoti so bile še pred nedavnim skladovnice polen, ki so jih romarji nosili na vrh za kurjavo. Romarska sezona se na Višarjah začne junija in konča prvo nedeljo v oktobru (rožnovenska nedelja), največ organiziranih romanj pa je med velikim in malim šmarnom. 

## Srečanja
Na Višarjah poteka tradicionalno Srečanje treh dežel (Furlanije, Koroške in Slovenije; poteka od 1982) ter Srečanje treh Slovenij (matične, zamejske in izseljenske; poteka od 1989).